# Yewande Adekoya
Yewande Adekoya (nacida el 20 de enero de 1984) es una actriz, cineasta, directora y productora nigeriana.

## Formación
Nació en el estado de Lagos, pero proviene de Ososa-Ijebu, en el estado de Ogun, en el suroeste de Nigeria. Asistió a la guardería y escuela primaria Bright Star, antes de continuar su educación secundaria en la Escuela Secundaria. Obtuvo una licenciatura en artes (BA) en Comunicación de masas de la Universidad de Babcock. Yewande Adekoya está casada y es madre.

## Trayectoria profesional
Adekoya comenzó a actuar en 2002 con Alphabash Music And Theatre Group. Ella escribió y produjo su primera obra en 2006 titulada Life Secret. Ha producido, dirigido y actuado en varias películas nigerianas como Omo Elemosho, una película de 2012 que presentó a la actriz Bimbo Oshin y a los actores Muyiwa Ademola y Yomi Fash-Lanso. La película también recibió 5 nominaciones en la décima edición de Premios de la Academia del Cine Africano. También fue nominada a "mejor actriz novel" en la categoría Yoruba en los Premios City People Entertainment 2014. En el mismo año, su papel en Kudi Klepto consiguió una nominación en los premios Best of Nollywood Awards 2014. En diciembre de 2014, ganó el premio a "la actriz más prometedora" en los Premios de la Academia a películas en Yoruba. Su película Kurukuru le valió el premio a la mejor actriz en la ceremonia de ACIA 2016. En 2017, su película, Iyawo Adedigba, recibió el premio a la "mejor película del año" en los City People Movie Awards de 2017.

### Filmografía seleccionada
- Life Secrets 1 (2006)
- Life Secrets 2 (2007)
- Igbo Dudu (2009)
- Omo Elemosho (2012)
- Kudi Klepto (2013)
- Emere (2014)
- Kurukuru (2015)
- The Sacrifice (2016)
- Tamara (2016)
- Ayanmo (2016)
- Ota Ile (2016)
- Once Upon a Time (2016)
- Iyawo Adedigba (2017)
- Fadaka (2018)
- Belladonna (2018)
- Odun Ibole (2018)
- Ewatomi (2018)

### Reconocimientos
- 2014 Mejor actriz novel -Premios City People Entertainment
- 2014 Premio a la mejor actriz novel - Premios Yoruba Movie Academy
- 2014 Premios del patrimonio de Yoruba, Estados Unidos
- 2016 Mejor actriz protagonista 2016 - ACIA
- 2017 Su película, Iyawo Adedigba, premio a la "mejor película del año" en los City People Movie Awards.